# Poospiza hispaniolensis
Poospiza hispaniolensis là một loài chim trong họ Thraupidae.